# Ненада Сергій Васильович
Сергі́й Васи́льович Нена́да (12.05.1984 — 7.12.2022) — військовий, капітан поліції, старший інспектор-кінолог кінологічного центру Черкаської області. Нагороджений орденом «За мужність» III ступеня (посмертно).

## Життєпис
Народився 12 травня 1984 році на Черкащині. Після закінчення школи вступив до Черкаського національного університету імені Богдана Хмельницького на історичний факультет.
Старший інспектор-кінолог кінологічного центру поліції Черкаської області. Був учасником АТО та ООС. З початком вторгнення Росію в Україну капітан разом зі зведеним загоном ліквідували велику кількість техніки, та ворожої живої сили.
Мав дружину та доньку.
Разом із поліцейськими Черкаської області ніс службу у складі зведеного загону на Херсонщині. Керівником зведеного загону був начальник Головного управління Національної поліції України в Черкаській області — Михайло Куратченко. Загинув 7 грудня 2022 року під час виконання службових обов'язків — група потрапила в мінну пастку окупантів, яка привела в дію закопаний фугас, виготовлений із боєприпасів до великокаліберної артилерії. У результаті загинуло шестеро поліцейських.
Поховали 9 грудня 2022 року на Черкащині в рідному селі Руська Поляна.

## Нагороди
- орден «За мужність» III ступеня (2022) (посмертно) — за собисту мужність і самовідданість, виявлені у захисті державного суверенітету та територіальної цілісності України, сумлінне та бездоганне виконання службового обов'язку[3].